# Jagdstaffel 2
Die Jagdstaffel 2, seit 28. Oktober 1916 Jagdstaffel Boelcke (auch Jasta Boelcke genannt), war eine der bekanntesten deutschen Fliegereinheiten des Ersten Weltkriegs.

## Geschichte
Die Jagdstaffel 2 (Jasta 2) wurde am 10. August 1916 als preußische Einheit aufgestellt. Oswald Boelcke war ihr erster Staffelführer. Bei der Auswahl der Flugzeugführer hatte er freie Hand. Zu den ersten Piloten der Staffel gehörten Manfred von Richthofen, Erwin Böhme, Max von Müller und Otto Höhne. Am 1. September 1916 erhielt die Staffel zwei Fokker D.III und eine Albatros D.I. Die nächste Lieferung erfolgte am 17. September 1916. Diesmal waren es fünf Albatros D.I und eine Albatros D.II. Am gleichen Tag startete die Staffel, um einen Bombenangriff auf den Bahnhof Marcoing abzufangen. Die Formation, die aus sechs Flugzeugen bestand, schoss drei britische Flugzeuge ab.
Nach dem Tod Boelckes am 28. Oktober 1916 wurde die Staffel von Stefan Kirmaier übernommen, der bereits am 22. November 1916 im Luftkampf fiel. Sein Nachfolger wurde Franz Walz. Am 10. Dezember 1916 wurde die Staffel zu Ehren von Oswald Boelcke durch kaiserliche A.K.O. rückwirkend zum 28. Oktober 1916 in Jagdstaffel Boelcke umbenannt.
Neben Boelcke und Richthofen gehörten Werner Voß, Carl Bolle und Paul Bäumer zu den bekanntesten Piloten der Staffel.
Im Februar 1917 erzielte die Staffel ihren 100. Luftsieg.
Am 21. Februar 1918 wurde die Staffel in das neu aufgestellte Jagdgeschwader 3 eingegliedert.
Mit 336 Luftsiegen war die Jagdstaffel 2 hinter der Jagdstaffel 11 die zweiterfolgreichste deutsche Jagdfliegereinheit. Die eigenen Verluste betrugen 31 Tote, neun Verwundete und zwei Kriegsgefangene. Zwei weitere Piloten wurden bei Unfällen getötet.

## Staffelführer
| Dienstgrad             | Name                           | Zeitraum                              |
| ---------------------- | ------------------------------ | ------------------------------------- |
| Hauptmann              | Oswald Boelcke                 | 30. August 1916 – 28. Oktober 1916    |
| Oberleutnant           | Stefan Kirmaier                | 30. Oktober 1916 – 22. November 1916  |
| Hauptmann              | Franz Walz                     | 29. November 1916 – 9. Juni 1917      |
| Oberleutnant           | Fritz Otto Bernert             | 9. Juni 1917 – 18. August 1917        |
| Leutnant               | Erwin Böhme                    | 18. August 1917 – 29. November 1917   |
| Leutnant               | Eberhard von Gudenburg (i. V.) | 29. November 1917 – 13. Dezember 1917 |
| Leutnant               | Walter von Bülow-Bothkamp      | 13. Dezember 1917 – 6. Januar 1918    |
| Leutnant               | Max Ritter von Müller (i. V.)  | 6. Januar 1918 – 9. Januar 1918       |
| Leutnant               | Theodor Cammann (i. V.)        | 9. Januar 1918 – 26. Januar 1918      |
| Leutnant               | Otto Höhne                     | 26. Januar 1918 – 20. Februar 1918    |
| Leutnant/ Oberleutnant | Carl Bolle                     | 20. Februar – 11. November 1918       |

## Weitere Piloten
Andere bekannte Piloten, die in der Staffel dienten, waren:
- Gerhard Bassenge
- Paul Bäumer
- Ernst Bormann
- Dieter Collin
- Carl Deilmann
- Hermann Frommherz
- Karl Gallwitz
- Hans Imelmann
- Otto Löffler
- Manfred von Richthofen
- Fritz Rumey
- Adolf von Tutschek
- Werner Voß
- Arthur Martens